# Aix-en-Provence Challenger
L'Aix-en-Provence Challenger è stato un torneo professionistico di tennis giocato su campi in terra rossa. Faceva parte dell'ATP Challenger Series. Si è giocato nei soli anni 2003 e 2004 ad Aix-en-Provence in Francia.

## Albo d'oro

### Singolare
| Anno | Campione        | Finalista      | Punteggio        |
| ---- | --------------- | -------------- | ---------------- |
| 2004 | Fabrice Santoro | Arnaud Clément | 1–6, 7–6(5), 6–3 |
| 2003 | Mariano Puerta  | Rafael Nadal   | 3–6, 7–6(6), 6–4 |

### Doppio
| Anno | Campioni                               | Finalisti                     | Punteggio     |
| ---- | -------------------------------------- | ----------------------------- | ------------- |
| 2004 | Thierry Ascione Jean-François Bachelot | Federico Browne Rogier Wassen | 6–4, 5–7, 6–4 |
| 2003 | Stephen Huss Myles Wakefield           | Todd Perry Thomas Shimada     | 6–1, 7–5      |